# Isabel García i Canet
Isabel García Canet es una poeta y profesora de valenciano. 

## Biografía
Isabel García Canet es licenciada en Filología Catalana por la Universidad de Valencia, ha centraod su labor literaria en el género de la poesía. Ha escrito varios poemas y poemarios como Pell de serp (Viena Ediciones, 2003) -finalista en el XXVII Premio de Haikus Joan Teixidor de la ciudad de Olot -; Claustre (3i4, 2007) -galardonado con el XXVI Premio Señorío de Ausiàs March de Beniarjó y el VIII Premio de la Crítica de los Escritores valencianos (AELC) - o L'os de la música (Bromera, 2011) -ganador del XII Premio de Poesía Vicent Andrés Estellés de Burjasot en el 2010-. Sus poemas han sido incluidos también en antologías como Eròtiques i despentinades (Arola Editors, 2008); Pedra foguera. Antologia de poesia jove dels Països Catalans (Documenta Balear, 2008), For sale o 50 veus de la terra (Ediciones 96, 2010), y han sido traducidos a numerosos idiomas como el inglés, francés, italiano, portugués, español y noruego.

## Obras
- Recopilación de Haikus Pell de serp, Viena edicions (2003)[2]
- Poemario Claustre, ed. Tres i Quatre (2007)[2][3]
- Libro de Poemas L’os de la música, XVIII Premio Vicent Andrés Estellés de Burjassot; ed.Bromera (2010).[4] Isabel Garcia-Canet es la primera joven y mujer que ha ganado este premio.

### Espectáculos y colaboraciones -textos y rapsodia-voz y música
- Poemes i cançons (2008), espectáculo en compañía del músico Rafa Gambó

### Poemes musicats
- Poema Ancorada de Claustre, en Andanes de Rafa Xambó
- Poema L'os de la música del libro con el mismo título, en Nipenthí (2013) del grupo Krama

## Premios
- 2010: XII Premio Vicent Andrés Estellés de Burjasot de poesía[4]
- 2008: XVIII Premio de la Crítica dels Escriptors Valencians[2]
- 2006: XXVI Premio Senyoriu d’Ausiàs March de Beniarjó[2]
- 2003: XXVII Premio de Haikus Joan Teixidor de la ciutat d'Olot[2]